# Hebei Iron and Steel
Hebei Iron and Steel Group Company Limited er en kinesisk stålkoncern. Den blev etableret 30. juni 2008 ved en fusion mellem Tangsteel og Hansteel i Hebei-provinsen i Kina. I 2011 havde koncernen en årlig produktion på 44,4 millioner tons stål. Det gjorde den til Kinas største stålproducent og verdens næststørste stålproducent. Koncernen har ca. 124.031 medarbejdere.

## Datterselskaber
Tangsteel
Hansteel
Chengsteel
Xuansteel
Wuyang Steel
Hengshui Thin Steel
Jingtang
Hebei Iron and Steel Group Mining
Guomao Company
Caida Securities